# Наси (народ)

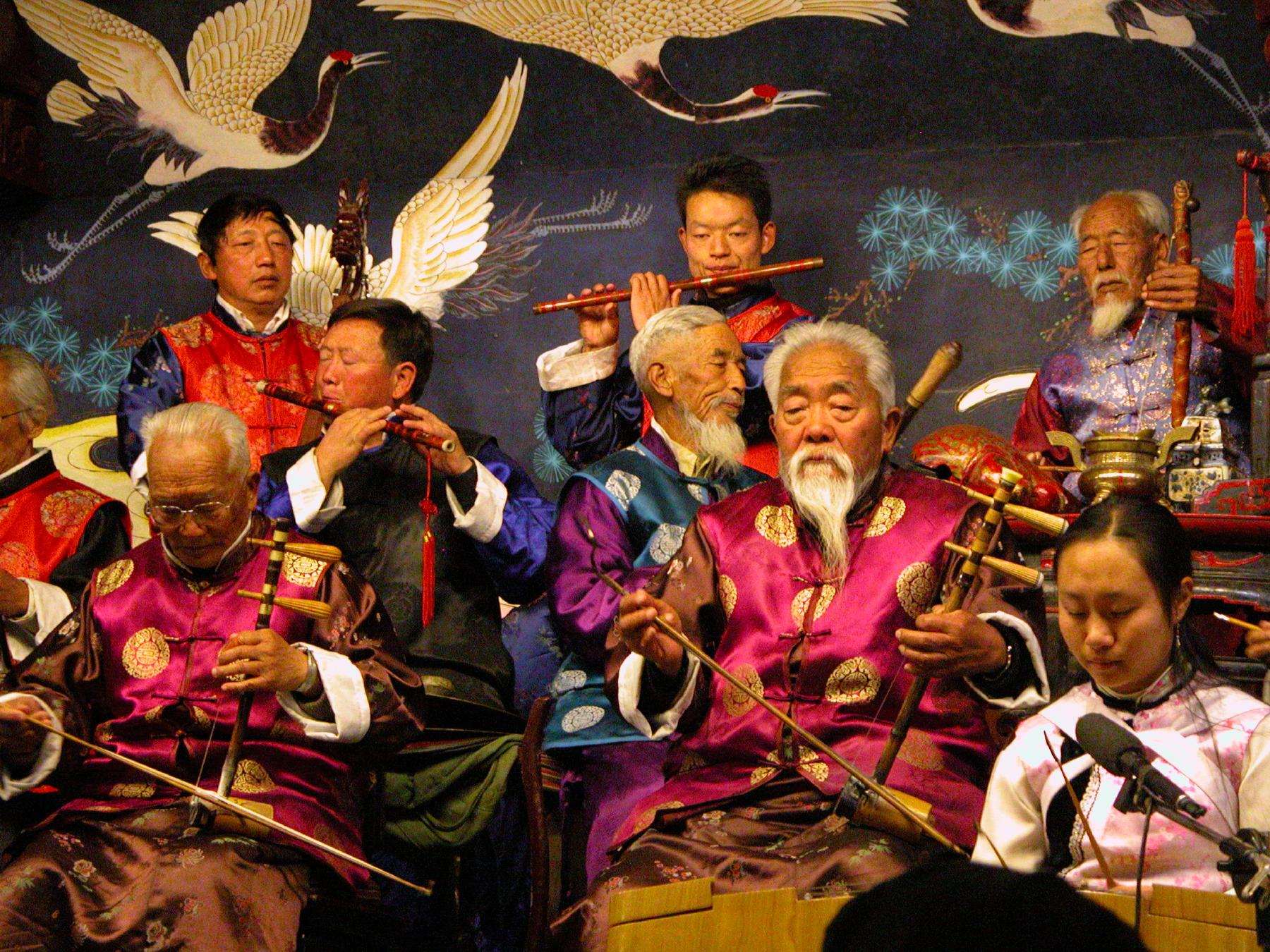
Оркестр наси, Лицзян, провинция Юньнань

Наси (кит. трад.  納西族, упр. 纳西族, пиньинь Nàxī Zú, самоназвание — ¹na²khi) — народ в Китае, населяющий предгорья Гималаев. Численность — 308 839 человек (2000, перепись). Проживают в северо-западной части провинции Юньнань (300 000) и юго-западной части провинции Сычуань. Входят в 56 официально признанных народов Китая. Язык относится к тибето-бирманской группе языков.
Религия — тибетский буддизм, даосизм, шаманизм; существуют пережитки и более древних верований (особенно культ деревьев). Основное занятие — земледелие (рис, кукуруза). Имеется развитая музыкальная культура.
У наси сохраняется самобытная материальная культура (срубные жилища, одежда и т. д.) и в значительной доле матрилинейность и матрилокальность (с преобладающей собственностью жён на дом и землю; у народности мосо, этнически отличной, однако включаемой Пекином в национальность наси, также распространён обычай «приходящих мужей» и т. д.), делающий их популярным объектом изучения этнографов.
Уже свыше тысячи лет пользуются (ныне вымирающим) пиктографическим письмом дунба (около 1000 знаков) и слоговым письмом гэба, на которых имеется собственная литература.
В XIV—XVIII веках в Лицзяне правила династия Му местных правителей, вассальных Китаю.